# Ryksa śląska
Ryksa śląska (ur. między 1130 a 1140, zm. prawdop. 16 czerwca ok. 1185) – księżniczka polska i cesarzowa hiszpańska z dynastii Piastów.
Córka księcia śląskiego i zwierzchniego księcia Polski Władysława II Wygnańca i Agnieszki Babenberg, córki margrabiego Austrii Leopolda III Świętego. Żona króla Kastylii i Leónu oraz cesarza Hiszpanii Alfonsa VII Imperatora i hrabiego Prowansji Rajmunda Berengara II.

## Życiorys

### Młode lata
Urodziła się i pierwsze lata swojego życia spędziła w Polsce. W 1146 wraz z rodzicami i rodzeństwem musiała udać się na wygnanie do Rzeszy.

### Małżeństwo z Alfonsem VII Imperatorem
W 1151 do cesarstwa przybyło poselstwo dopiero co owdowiałego cesarza Hiszpanii Alfonsa VII Imperatora. Ryksa jako krewna cesarska (jej matka była przyrodnią siostrą Konrada III Hohenstaufa i ciotką Fryderyka I Barbarossy) była odpowiednią partią dla najpotężniejszego wówczas władcy na Półwyspie Iberyjskim. W 1152, między październikiem a grudniem, odbył się ślub Ryksy z Alfonsem. Z tego związku przyszła na świat córka Sancha i być może także syn Ferdynand. Alfons zmarł nagle podczas wojny z Maurami 21 sierpnia 1157.

### Małżeństwo z Rajmundem Berengarem II
Jego państwo podzielili między siebie synowie z pierwszego małżeństwa – Kastylię objął Sancho III Upragniony, a w Leónie rozpoczął panowanie Ferdynand II Burgundzki. Pasierbowie i macocha nie darzyli się przyjaźnią. Ponadto Sancho III rozpoczął wojnę z hrabią Barcelony Rajmundem Berengarem IV, który był ojcem Alfonsa, narzeczonego córki Ryksy, Sanchy. Natomiast Ferdynand II nie był w dobrych stosunkach z cesarzem Fryderykiem I Barbarossą i antypapieżem Wiktorem IV. To wszystko zaważyło na tym, że w 1159 Ryksa przeniosła się na dwór królestwa Aragonii, której królową była Petronela Aragońska, żona Rajmunda Berengara IV.
Tam poznała swojego drugiego męża, hrabiego Prowansji Rajmunda Berengara II, który był bratankiem Rajmunda Berengara IV. Nie było to małżeństwo z miłości, lecz ewidentnie polityczne. Rajmund Berengar II popierał antypapieża Wiktora IV w walce z papieżem Aleksandrem III, którego z kolei popierał król Francji Ludwik VII Kapetyng. Prowansja zaś leżała w strategicznym miejscu – pomiędzy Francją a Półwyspem Apenińskim. Fryderyk I Barbarossa chciał również pozyskać sobie Rajmunda Berengara IV, aby ten był przeciwwagą w przypadku sojuszu króla Francji z królem Kastylii Ferdynandem II. Natomiast Rajmund Berengar II dzięki małżeństwu z kuzynką cesarza zyskiwał prestiż i zabezpieczenie przed pretensjami terytorialnymi hrabiego Baux Hugona, który właśnie otrzymał cesarskie nadania w Prowansji.
Pertraktacje przedmałżeńskie trwały blisko półtora roku. W 1161 pomiędzy styczniem a październikiem odbył się ślub Ryksy z Rajmundem Berengarem II. Z tego związku na świat przyszła jedna córka Douce. Rajmund Berengar II zginął w trakcie oblężenia Nicei w 1166.

### Dalsze losy
Po 1166 źródła historyczne milkną na temat Ryksy. Być może wyszła za mąż za hrabiego Alberta von Eversteina. Być może poślubiła hrabiego Tuluzy Rajmunda V. Możliwe także, że powróciła do braci na niedawno odzyskany przez nich Śląsk. Wiadomo jedynie, że zmarła 16 czerwca około roku 1185.

## Genealogia
| Bolesław III Krzywousty ur. 20 VIII 1086 zm. 28 X 1138 | Bolesław III Krzywousty ur. 20 VIII 1086 zm. 28 X 1138 |                                               |                                               | Zbysława Światopełkówna ur. zap. 1085–1090 zm. 1114 | Zbysława Światopełkówna ur. zap. 1085–1090 zm. 1114 |  |  | Leopold III Święty                                           | Leopold III Święty                                           |                                                              |                                                              | Agnieszka salicka                                            | Agnieszka salicka                                            |
|                                                        |                                                        |                                               |                                               |                                                     |                                                     |  |  |                                                              |                                                              |                                                              |                                                              |                                                              |                                                              |
|                                                        |                                                        |                                               |                                               |                                                     |                                                     |  |  |                                                              |                                                              |                                                              |                                                              |                                                              |                                                              |
|                                                        |                                                        | Władysław II Wygnaniec ur. 1105 zm. 30 V 1159 | Władysław II Wygnaniec ur. 1105 zm. 30 V 1159 |                                                     |                                                     |  |  | Agnieszka Babenberg ur. 1108–1113 zm. 24/25 I m. 1160 a 1163 | Agnieszka Babenberg ur. 1108–1113 zm. 24/25 I m. 1160 a 1163 | Agnieszka Babenberg ur. 1108–1113 zm. 24/25 I m. 1160 a 1163 | Agnieszka Babenberg ur. 1108–1113 zm. 24/25 I m. 1160 a 1163 | Agnieszka Babenberg ur. 1108–1113 zm. 24/25 I m. 1160 a 1163 | Agnieszka Babenberg ur. 1108–1113 zm. 24/25 I m. 1160 a 1163 |
|                                                        |                                                        |                                               |                                               |                                                     |                                                     |  |  |                                                              |                                                              |                                                              |                                                              |                                                              |                                                              |
|                                                        |                                                        |                                               |                                               |                                                     |                                                     |  |  |                                                              |                                                              |                                                              |                                                              |                                                              |                                                              |
|                                                        |                                                        |                                               |                                               |                                                     |                                                     |  |  |                                                              |                                                              |                                                              |                                                              |                                                              |                                                              |

| 1 Alfons VII Imperator zm. 21 VIII 1157 OO 1152 | 1 Alfons VII Imperator zm. 21 VIII 1157 OO 1152 | 2 Rajmund II Berengar zm. 1166 OO 1161 | 2 Rajmund II Berengar zm. 1166 OO 1161 | Ryksa śląska ur. 1130–1140 zm. 16 VI ok. 1185? | Ryksa śląska ur. 1130–1140 zm. 16 VI ok. 1185? | 3 Albert von Everstein OO po 1166 | 3 Albert von Everstein OO po 1166 |  |  |
|                                                 |                                                 |                                        |                                        |                                                |                                                |                                   |                                   |  |  |
|                                                 |                                                 |                                        |                                        |                                                |                                                |                                   |                                   |  |  |
|                                                 | 1                                               |                                        | 1?                                     |                                                | 2                                              |                                   | 3                                 |  |  |
| Sancha                                          | Sancha                                          | Ferdynand                              | Ferdynand                              | Douce II                                       | Douce II                                       | kilku synów                       | kilku synów                       |  |  |

Opracowanie na podstawie: K. Jasiński, Rodowód Piastów śląskich, Kraków 2007; K. Jasiński, Rodowód pierwszych Piastów, Poznań 2004.